# Сисани
Сиса̀ни (на гръцки: Σισάνι, катаревуса Σισάνιον, Сисанион) е село в Република Гърция, в дем Горуша (Войо), област Западна Македония.

## География
Сисани е разположено на 850 m надморска височина, на река Мирихос в прохода между планините Мурик (Мурики) и Синяк (Синяцико). Отдалечено е на 4 km югозападно от Влашка Блаца (Власти), на 15 km северно от Ератира (Селица) и на 30 km северно от Сятища. В Сисани е разположен Сисанийският манастир „Свето Успение Богородично“.

## История

### Етимология
Йордан Заимов смята, че първоначалната форма на името е Сешане с обичайно застъпване на българското ш с гръцкото σ, което идва от сеха, „навес“, „кошара“.

### Средновековие
В Средновековието Сисани е епископска катедра, като катедралата е посветена на Света Богородица и датира от XI – XII век.

### В Османската империя
В края на XVII век арпхиепископ Зосим II мести центъра на епархията от Сисани в Сятища. Селото Сисани е възстановено като селище не на мястото на древния град, който се е простирал между манастира „Успение на Богородица“ и манастира „Свети Димитър“ край Влашка Блаца, а по-на изток.
В XIX век Сисани е паланка в Кайлярска каза на Османската империя. Александър Синве („Les Grecs de l’Empire Ottoman. Etude Statistique et Ethnographique“) в 1878 година пише, че в Сисани (Sissani) живеят 300 гърци.
В 1889 година Стефан Веркович пише за Сисани:
| „ | Оттук [Емборе] на 1 час югозападно се намира християнското село Себан или Сисан. Това село във византийско време е било град, наречен Алифус. Тогава тук е била резиденцията на Сисанийския и Сачистки митрополит, на когото то е подчинено днес в църковно отношение. В селото и днес има няколко църкви. Разположено е на доста плодородна равнина и е обградено с гори. В него има 20 къщи с 25 семейни двойки и 46 нуфузи, плащащи 2300 пиастри данък и 1380 пиастри [инание-аскерие]. В селото има много ручаи и изобщо много вода. Жителите му се занимават със земеделие... Село Сисан е отдалечено на 5 часа от Сачиста, на час и половина от Блаца и на пет и половина часа от Кайляр. | “ |

„Аромѫнското население отъ Шатиста, както съобщава Pouqueville, произлиза отъ Сисанионъ, което отъ аромѫнетѣ се нарича Шайнли и, като малко селце, е разположено подъ Блаца. Жителитѣ на този голѣмъ нѣкога градъ сѫ се прѣселили въ Блаца, Кожани и Шатиста и се отличаватъ, че се подаватъ на гърцитѣ, което се обяснява съ това, че Самнионъ е билъ сѣдалище на владика. Владиката въ Шатиста и сега още се нарича Самнионски.“
Според статистиката на Васил Кънчов („Македония. Етнография и статистика“) в 1900 година Сисани (Шишани, Шайни) и има 400 жители гърци и 400 жители власи.
На Етнографската карта на Битолския вилает на Картографския институт в София от 1901 година Сисани (Шишани) е смесено село българи, гърци, власи и турци в Кайлярската каза на Серфидженския санджак с 80 къщи.
Според статистика на Серфидженския санджак на гръцкото консулство в Еласона от 1904 година в Сисанион (Σισάνιον), Населишка каза, живеят 250 гърци елинофони християни.
Населението заедно с това на Влашка Блаца и Пипилища традиционно се занимава изключително със скотовъдство. Власите в селото са по произход от Епир.

### В Гърция
През Балканската война в 1912 година в селото влизат гръцки части и след Междусъюзническата в 1913 година Сисани остава в Гърция.
Гробищният храм на селото е посветен на Свети Николай.
| Име                  | Име                   | Ново име | Ново име | Описание |
| -------------------- | --------------------- | -------- | -------- | -------- |
| Цифликиотика Ливадия | Τσιφλικιώτικα Λιβάδια | Ливадия  | Λιβάδια  |          |

| Година    | 1913 | 1920 | 1928 | 1940 | 1951 | 1961 | 1971 | 1981 | 1991 | 2001 | 2011 | 2021 |
| --------- | ---- | ---- | ---- | ---- | ---- | ---- | ---- | ---- | ---- | ---- | ---- | ---- |
| Население | 454  | 387  | 463  | 569  | 565  | 600  | 419  | 507  | 414  | 348  | 254  | 173  |